# Aurel Persu
Aurel Persu (Bucarest, 26 décembre 1890 - Bucarest, 5 mai 1977) est un ingénieur roumain spécialisé dans l'aérodynamique.

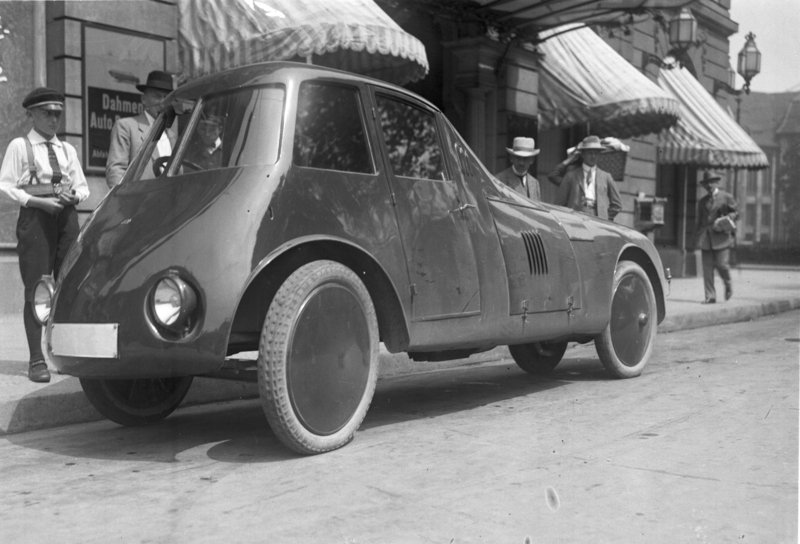

Il est particulièrement connu pour avoir breveté et fabriqué la première automobile possédant un profil aérodynamique en goutte d'eau, et intégrant les roues à l'intérieur d'un décrochement de la carrosserie.